# Anteromorpha cuberata
Anteromorpha cuberata är en stekelart som beskrevs av Mikhail Vasilievich Kozlov och Lê 2000. Anteromorpha cuberata ingår i släktet Anteromorpha och familjen Scelionidae. Inga underarter finns listade i Catalogue of Life.